# Солов'ї (Куженерський район)
Солов'ї́ (рос. Соловьи, марій. Шӱшпык) — присілок у складі Куженерського району Марій Ел, Росія. Входить до складу Шорсолинського сільського поселення.

## Населення
Населення — 7 осіб (2010; 23 у 2002).
Національний склад (станом на 2002 рік):
- марі — 100 %